# Сыздыков, Абу (чабан)
Абу Сыздыков (1896 — 1989) — старший чабан колхоза имени Чкалова Амангельдинского района Кустанайской области, Казахская ССР. Герой Социалистического Труда (1948).
С 1930 года трудился чабанов, старшим чабаном в колхозе имени Чкалова, позднее — в совхозе «Коммунизм жалы» Амангельдинского района. В сложных зимних условиях 1947—1948 годах сохранил поголовье отары и получил высокий приплод ягнят. Указом Президиума Верховного Совета СССР от 23 июля 1948 года за получение высокой продуктивности животноводства в 1947 году при выполнении колхозом обязательных поставок сельскохозяйственных продуктов и плана развития животноводства удостоен звания Героя Социалистического Труда с вручением ордена Ленина и золотой медали «Серп и Молот».
В 1965 году вышел на пенсию. Скончался в 1989 году.
Память
Его именем названо село имени Абу Сыздыкова (бывшее Чкалово) в Амангельдинском районе Костанайской области.